# Alianza por la República (Nicaragua)
La Alianza por la República (APRE) es un partido político liberal-conservador nicaragüense fundado en 2004 por liberales disidentes del Partido Liberal Constitucionalista (PLC) y el Partido Conservador (PC), incluido a Enrique Bolaños Geyer, quien se desempeñaba 
presidente de Nicaragua en aquel momento. El partido fue creado luego de que el partido oficial del gobierno, el PLC, se declarara en oposición al gobierno de Bolaños en febrero de 2003. En sus inicios realizó alianzas electorales con varios partidos políticos, lo que le permitió obtener cierto éxito a nivel municipal. No obstante, a nivel nacional siempre ha sido un partido pequeño.
En las elecciones generales de Nicaragua de 2011, la APRE presentó como candidato presidencial a Miguel Ángel García, quien obtuvo un 0,23% de los votos. En dichos comicios, el partido tampoco obtuvo representación parlamentaria.
En las elecciones generales de Nicaragua de 2016, la APRE presentó la candidatura presidencial de Carlos Canales, quien obtuvo un 1,40% de los votos. En aquella ocasión, el partido obtuvo un diputado en la Asamblea Nacional de Nicaragua.

## Controversia
APRE fue creada y respaldada por la presidencia de Nicaragua cuando el partido oficial de gobierno, el PLC, se declaró en oposición al gobierno de Bolaños en febrero de 2003. El partido disfrutó de los recursos propios del gobierno hasta el final del mandato del presidente Bolaños en enero de 2007 y también cuenta con el respaldo de algunos de los capitalistas más adinerados del país.

## Resultados electorales

### Elecciones presidenciales
|  | 0.23 % |

|  | 1.40 % |

|  | 1.70 % |